# Behiye Sultan
Behiye Sultan (turco ottomano: بهیه سلطان, lett. "bellissima"; Istanbul, 29 settembre 1881 – Il Cairo, 5 marzo 1948) è stata una principessa ottomana, figlia di Şehzade Mehmed Selaheddin e nipote del sultano Murad V.

## Biografia

### Origini
Behiye Sultan nacque il 29 settembre 1881 a Istanbul, nel Palazzo di Çırağan. Suo padre era Şehzade Mehmed Selaheddin, figlio del sultano ottomano Murad V, e sua madre la consorte Naziknaz Hanım. Aveva una fratello minore, Şehzade Ahmed Nihad, e una sorella minore, Behice Sultan, nata morta.
Trascorse l'infanzia e la prima giovinezza in confinamento. Infatti, fra il 1876 a il 1904, Palazzo di Çırağan funse da prigione per Murad V, deposto dal suo fratellastro Abdülhamid II, e tutta la sua famiglia, che fu liberata solo alla morte di Murad nel 1904.

### Matrimonio
Nel 1910 Behiye fu promessa a ad Hafız Hakki Paşah, generale dell'esercito. Il contratto di matrimonio fu firmato il 17 febbraio 1910 e la cerimonia si tenne il 12 gennaio 1911 a Palazzo Vasıf, insieme a quella della sorellastra di Behiye, Rukiye Sultan. Alla coppia venne assegnato il Palazzo Ortaköy. Behiye non ebbe figli e rimase vedova nel 1915. Non si risposò.

### Esilio
Nel 1924 la dinastia ottomana venne esiliata.
Behiye andò a vivere a Il Cairo, in una minuscola casetta sulla 13ª Strada. I suoi vicini dichiararono di non aver mai visto nessuno andare a trovarla e di non essersi accorti di quando lasciò la casa, che venne occupata dall'astronomo Khayri, direttore dell'Osservatorio Helwan. A causa di ciò, Khairy venne in seguito accusato di essere coinvolto in un complotto contro Nasser messo in piedi dai membri della dinastia ottomana rifugiati in Egitto e passò diverse settimane in carcere senza processo.

### Morte
Behiye Sultan morì nella sua casa a Maadi, a Il Cairo, il 5 marzo 1948 e venne sepolta nel mausoleo Abdülhalim Paşah.

## Onorificenze
Behiye Sultan venne insignita delle seguenti onorificenze:
- Ordine di Mejīdiyye, ingioiellato
- Ordine della Carità, 1ª classe
- Medaglia della Marina, oro

## Cultura popolare
- Behiye Sultan è un personaggio del romanzo storico The Gilded Cage on the Bosphorus, di Ayşe Osmanoğlu (2020)[9].